# ハンク・マン
ハンク・マン（Hank Mann、1887年5月28日 - 1971年11月25日）はアメリカ合衆国ニューヨーク州ニューヨーク出身の俳優、映画監督。

## 略歴
サイレント映画が主流の1910年代はマック・セネットが設立したキーストン・ピクチャーズ・スタジオ社に在籍。警官隊がドタバタ喜劇を繰り広げるキーストン・コップスを考案した。最初期からコップスの最も有名な一人として出演し、解散するまでメンバーに残った。チャーリー・チャップリンやメーベル・ノーマンド主演作品に脇役で出演している。
初監督作品は1915年の『Beach Birds』で、出演も兼ねた。1920年までに8本の映画を監督している。
俳優としての経歴は長く、1950年代まで映画出演を続けた。しかし、端役出演が主だったからか、ほとんどの作品でクレジットされていない。
トレードマークは付け髭やヘアピース（部分かつら）。
1971年11月25日、カリフォルニア州サウスパサデナで死去。84歳。

## 主な出演作品
- メーベルの誤解（英語版）（1913年）[3][4]
- メーベルの劇的な半生（英語版）（1913年）観客の一人[5][6]
- チャップリンの総理大臣 （1914年）キャバレーのパトロン
- メーベルの窮境（1914年）ホテルの客
- チャップリンの活動狂（1914年）小道具係
- メーベルの結婚生活 （1914年）友人
- 醜女の深情け（1914年）警官・ウエイター（二役）
- 恋の二十分 （1914年）寝ている男
- ノックアウト（1914年）ボクサー
- タンゴのもつれ （1914年）客
- チャップリンの画工 （1914年）酒飲み
- 彼がお好みの娯楽（1914年）
- キートンの結婚狂（英語版）（1929年）舞台のマネージャー
- 街の灯 （1931年）ボクサー
- 暗黒街の顔役（1932年）スタッグ・パーティーの人
- 進めオリンピック（英語版）（1932年）税関検査官[7][8]
- Keystone Hotel（1935年）ホテルの警備員
- モダン・タイムス （1936年）強盗
- スミス都へ行く（1939年）写真師
- 独裁者 （1940年）突撃隊員
- マルタの鷹（1941年）レポーター
- ポーリンの冒険（英語版）（1947年）シェフ[9]
- 陽のあたる場所（1951年）裁判の傍聴人

## 日本での紹介文献
- 〈喜劇映画〉を発明した男　帝王マック・セネット、自らを語る（マック・セネット著、石野たき子訳／新野敏也監訳、2014年、作品社 ISBN 4861824729）
- サイレント・コメディ全史（新野敏也著、1992年、喜劇映画研究会 ISBN 978-4906409013）